# Monumentul lui Hans Sachs

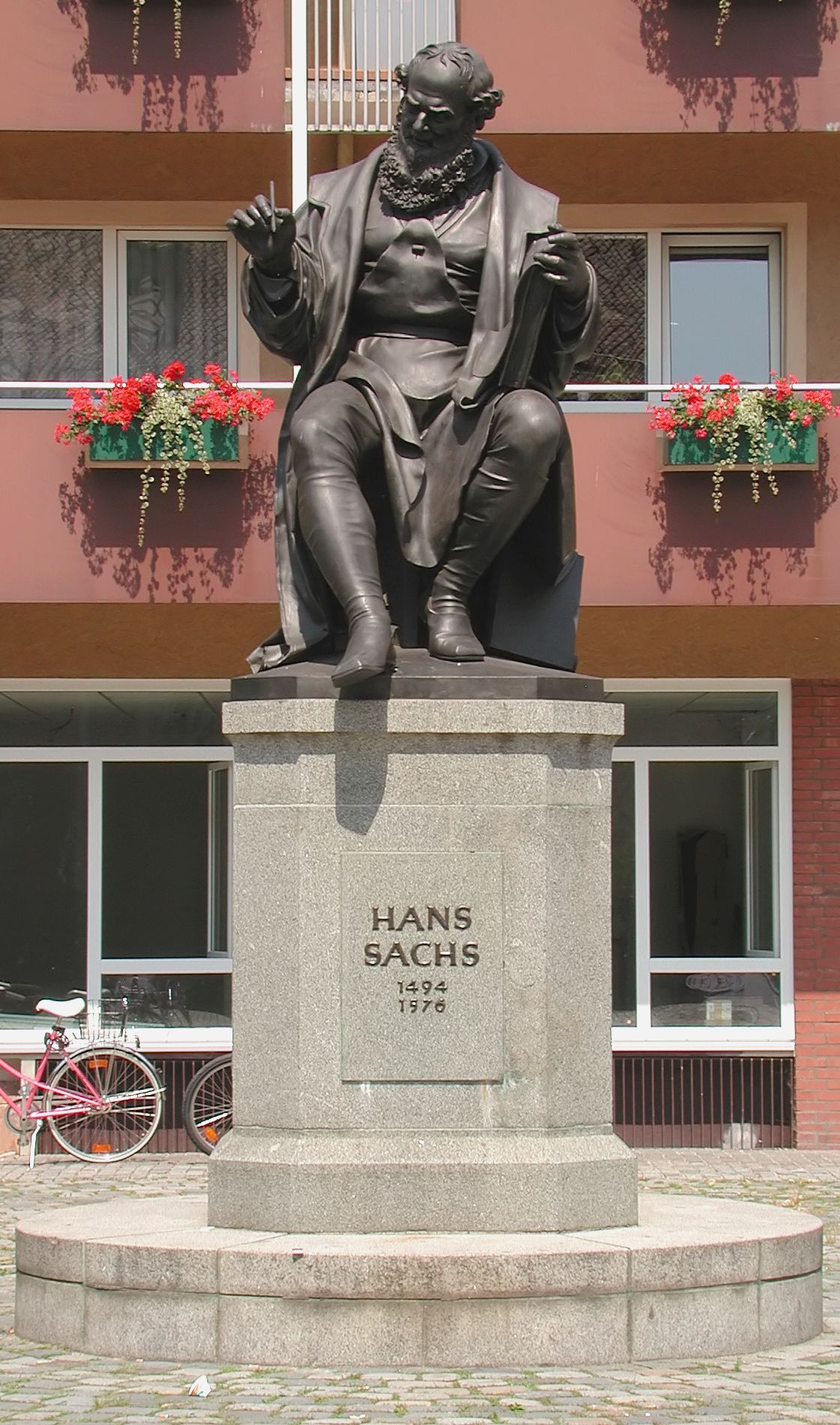
Monumentul lui Hans Sachs în Piața Hans Sachs din Nürnberg

Monumentul lui Hans Sachs a fost inaugurat pe 24 iunie 1874 în Piața Spitalului (Spitalplatz, astăzi Hans-Sachs-Platz) din Nürnberg. Monumentul îl rememorează pe Hans Sachs (1494-1576), care este considerat unul dintre cele mai importanți meistersingeri din Nürnberg. Statuia sculptată de artistul Johann Konrad Krausser a fost turnată în bronz de către Christoph Albrecht Lenz. Primul proiect al lui Krausser datează din anul 1872.

## Imagini

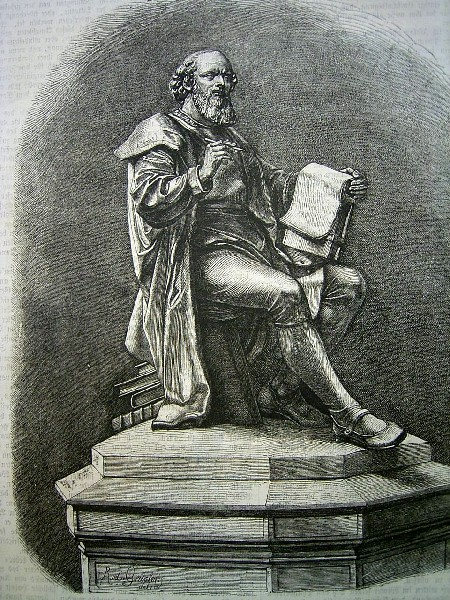
Gravură din secolul al XIX-lea
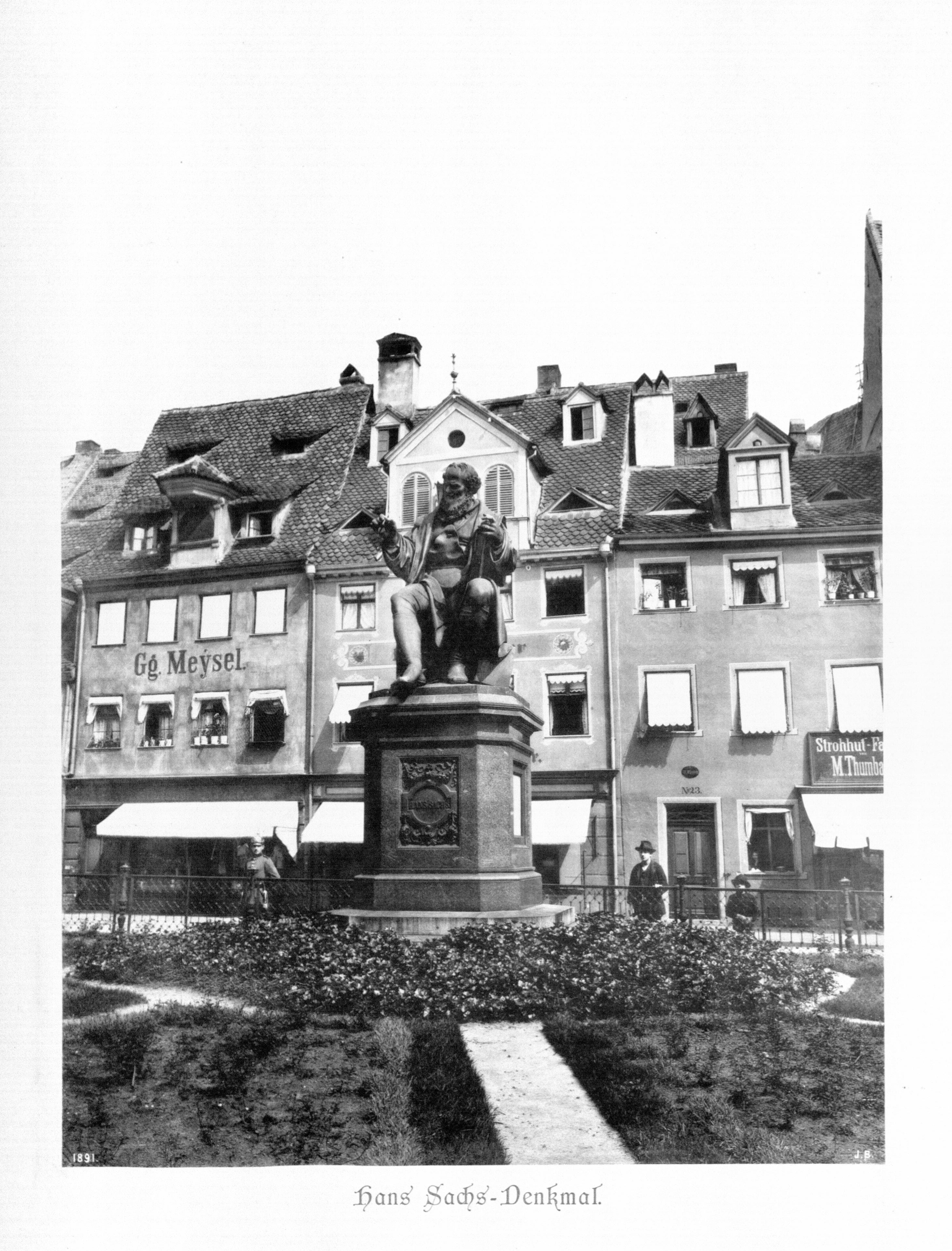
Monumentul în 1891
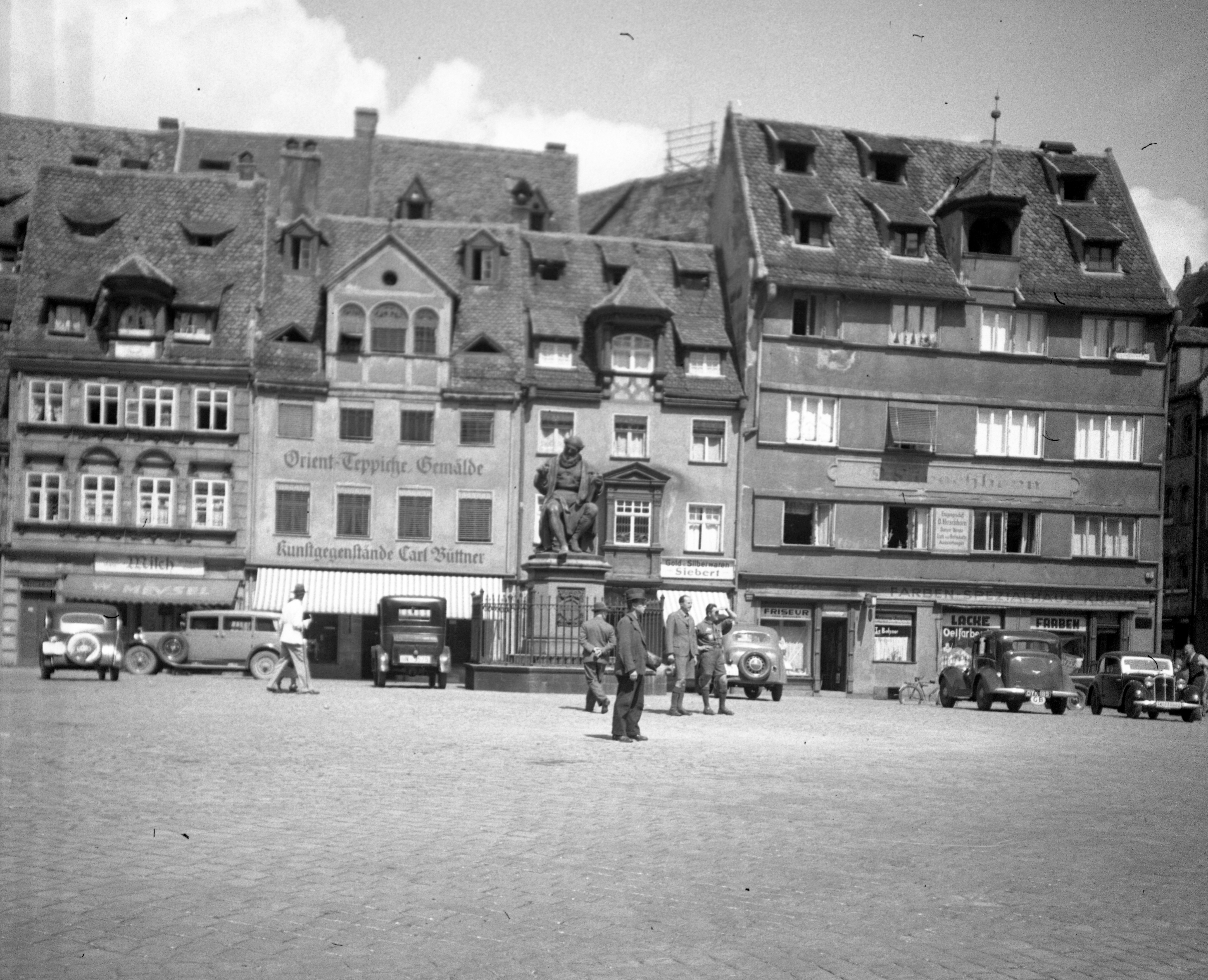
Monumentul în 1937
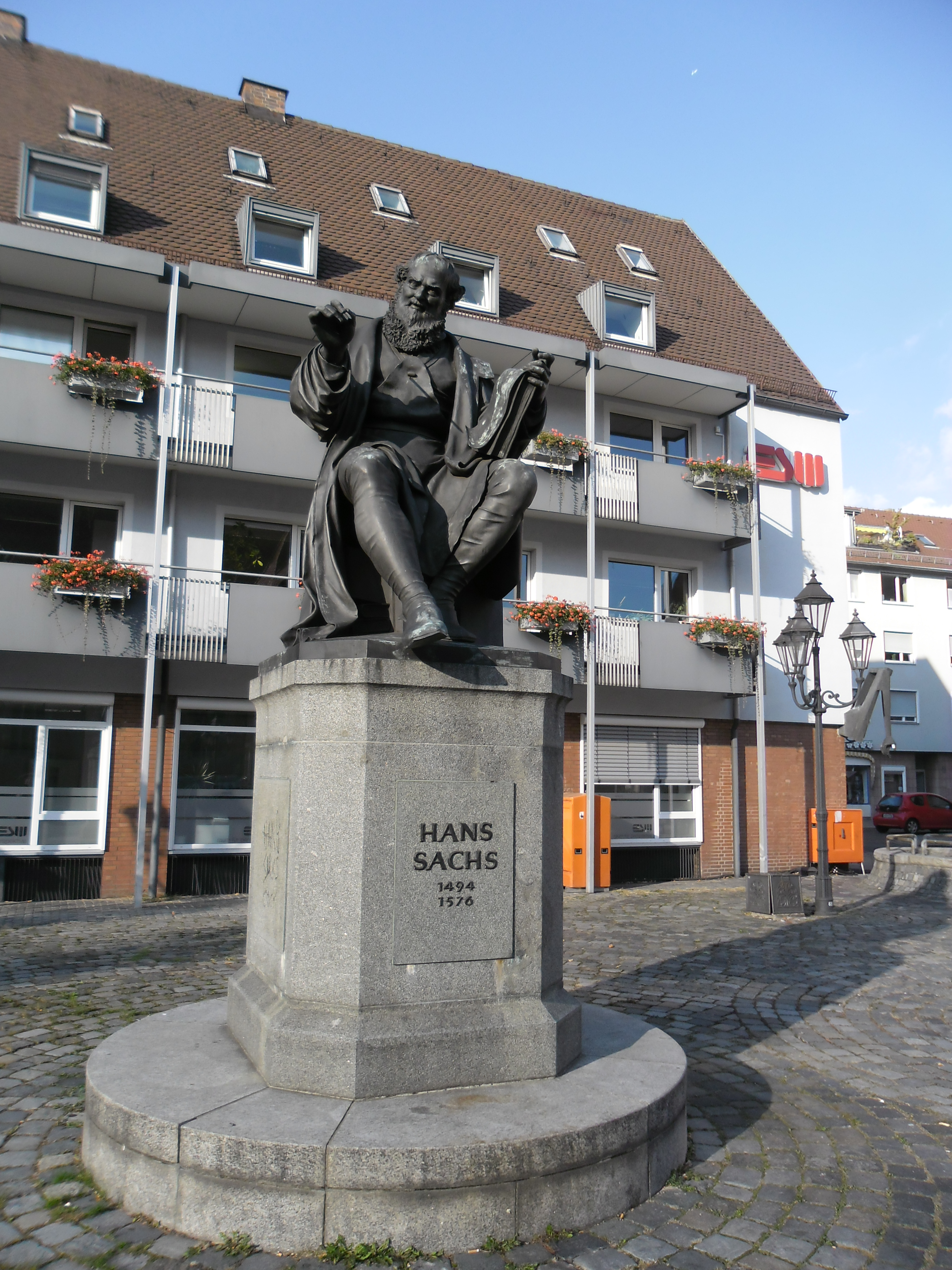
Monumentul în 2012
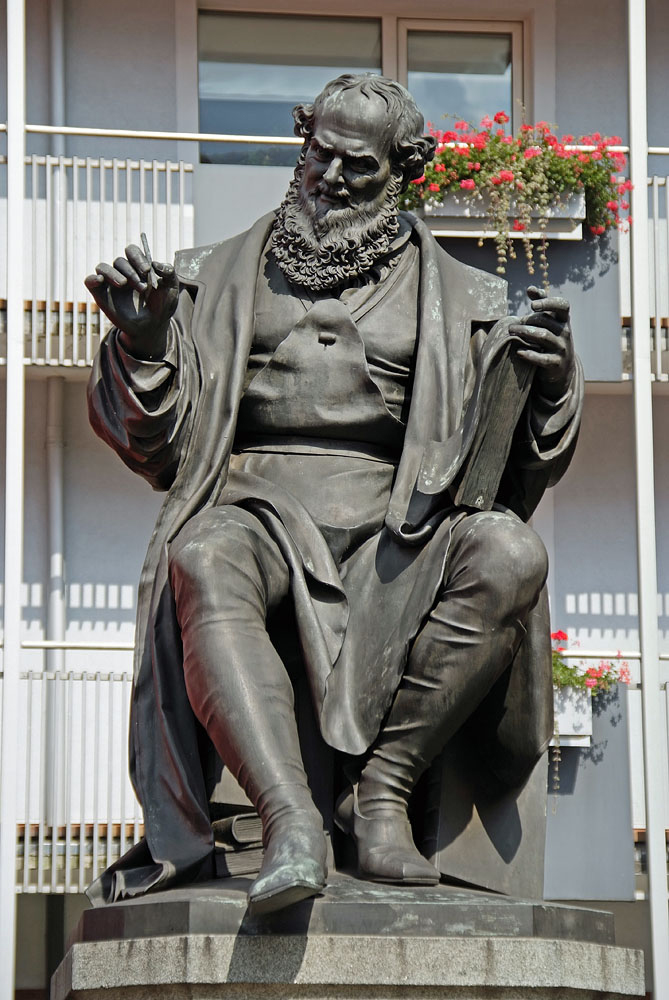
Statuia lui Hans Sachs
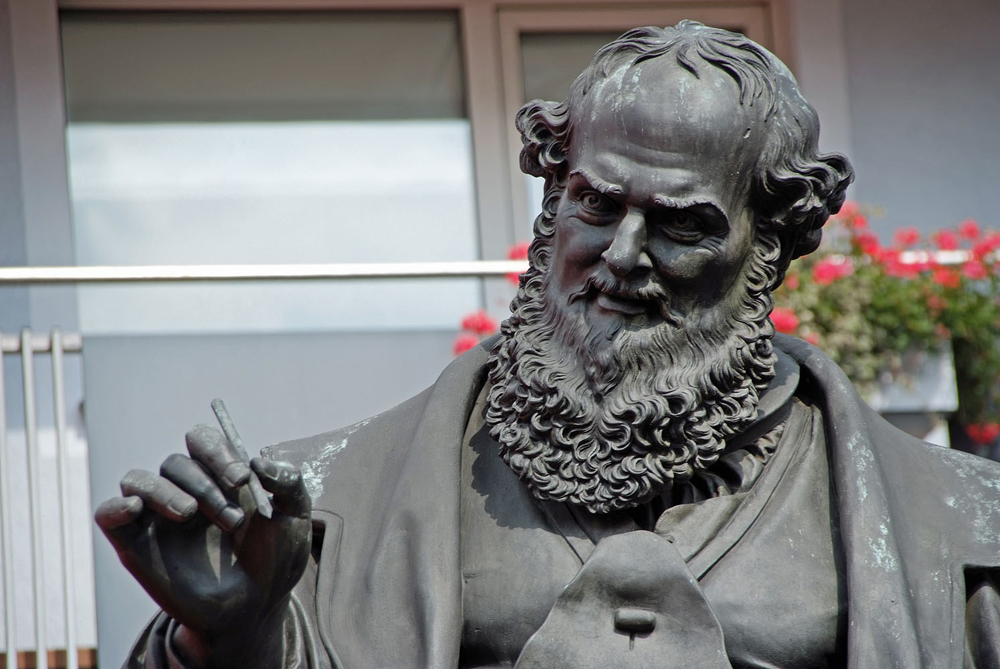
Chipul lui Hans Sachs